# Solanum tepuiense
Solanum tepuiense är en potatisväxtart som beskrevs av Sandra Diane Knapp. Solanum tepuiense ingår i släktet skattor som ingår i familjen potatisväxter. Inga underarter finns listade i Catalogue of Life.